# Stiftung Deutsche Landerziehungsheime
Die Stiftung Deutsche Landerziehungsheime Hermann-Lietz-Schule mit Sitz in Hofbieber ist eine gemeinnützige Stiftung und verwaltet die drei Hermann-Lietz-Schulen: die Hermann-Lietz-Schule Haubinda in Haubinda (Thüringen), Schloss Bieberstein in Hofbieber (Hessen) und die Hermann-Lietz-Schule Schloss Hohenwehrda in Hohenwehrda (Hessen).
Mit dem Insel Internat Hermann-Lietz-Schule Spiekeroog besteht eine enge Partnerschaft.
Die Stiftung ist an Die Internate Vereinigung e.V. (früher Vereinigung Deutscher Landerziehungsheime) angeschlossen, der auch andere Landerziehungsheime in Deutschland angehören, die einen ähnlichen reformpädagogischen Ansatz verfolgen. 